# (69230) Hermès
(69230) Hermès est un astéroïde Apollon découvert la première fois le 28 octobre 1937 par K. Reinmuth à Heidelberg.
Le 30 octobre 1937, l'astéroïde 1937 UB (Hermès) est passé à 0,0049 ua (735 000 km) de la Terre. Perdu depuis cette date, puis redécouvert le 15 octobre 2003 par l'astronome Brian Skiff, de l'observatoire Lowell, Hermès s'approche de l'orbite terrestre tous les 777 jours.
La plupart du temps, la Terre est éloignée du point où se croisent les orbites. Mais en 1937, 1942, 1954, 1974 et 1986, Hermès est passé particulièrement près de notre planète. Le 26 avril 1942, Hermès a fait une approche à moins de 0,0043 ua de la Terre.
Les astronomes Steve Cheslay et Paul Chodas du NEO Program Office du Jet Propulsion Laboratory (JPL) de la NASA, (Pasadena, Californie) ont retracé le trajet antérieur d'Hermès, à l'aide d'observations récentes, par lesquelles ils ont pu identifier les passages rapprochés énumérés précédemment.
La taille de l'astéroïde est estimée à 1,08 km.

## Lune
Un satellite a été découvert en orbite autour d'Hermès en 2003. Cette lune, provisoirement désignée par S/2003 (69230) 1, est relativement grande en comparaison de son primaire, avec une taille estimée à 400 mètres, environ 40 % de la taille d'Hermès. Cette lune orbite à environ 1 kilomètre d'Hermès.

## Orbite
- Orbite